# Dmitri Vrubel
Dmitri Vladimirovitch Vrubel (en russe : Дмитрий Владимирович Врубель, Dmitri Vladimirovitch Vroubel), né le 14 juillet 1960 à Moscou et mort le 13 août 2022 à Berlin, est un artiste de street art, soviétique puis russe et allemand.

## Biographie
Dmitri Vrubel est l'auteur de plusieurs graffitis de l'East Side Gallery, une portion du Mur de Berlin qui sert de support à plusieurs œuvres picturales : Mon Dieu, aide-moi à survivre à cet amour mortel, l'une des œuvres les plus célèbres du mur, et Danke, Andrej Sacharow, graffiti hommage au physicien russe Andreï Sakharov, militant pour les droits de l'Homme et Prix Nobel de la paix en 1975.
Avec sa femme Viktoria Timofeeva, il forme le duo d'artistes Vrubel+Timofeeva.
Dmitri Vrubel meurt des suites du Covid-19 à Berlin le 14 août 2022 à l’âge de 62 ans,.

## Galerie

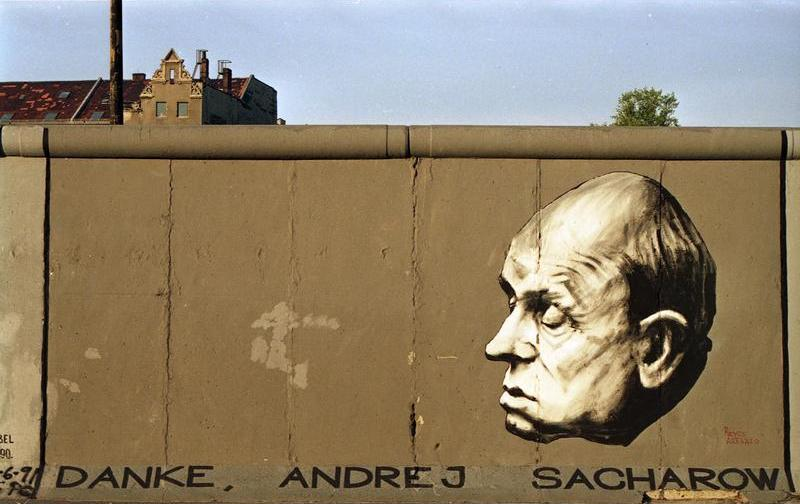
« Danke, Andrej Sacharow »
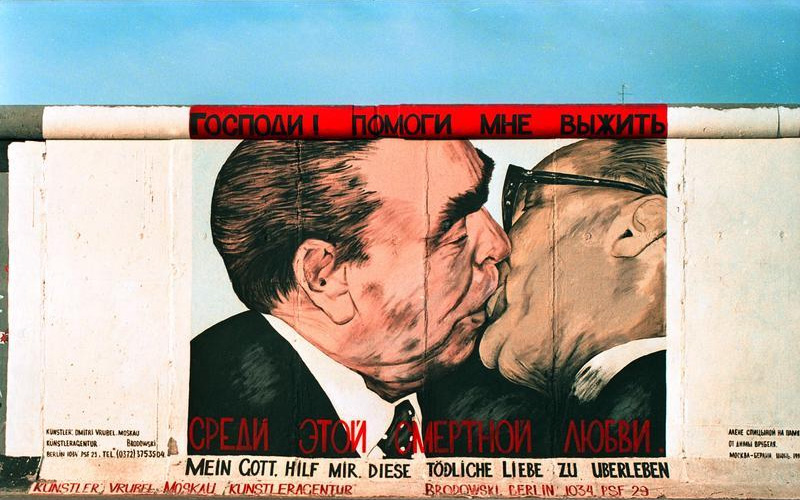
« Mein Gott, hilf mir, diese tödliche Liebe zu überleben »